# Lonchura flaviprymna
Lonchura flaviprymna là một loài chim trong họ Estrildidae.